# Qatar Ladies Open 2011
Il Qatar Ladies Open 2011 è stato un torneo di tennis giocato sul cemento. È stata la 9ª edizione del Qatar Ladies Open che fa parte della categoria Premier nell'ambito del WTA Tour 2011. Si è giocato nel Khalifa International Tennis Complex di Doha, in Qatar tra il 21 e il 26 febbraio 2011.

## Partecipanti

### Teste di serie
| Nazionalità | Giocatrice          | Ranking* | Testa di serie |
| ----------- | ------------------- | -------- | -------------- |
| Danimarca   | Caroline Wozniacki  | 2        | 1              |
| Russia      | Vera Zvonarëva      | 3        | 2              |
| Italia      | Francesca Schiavone | 4        | 3              |
| Cina        | Li Na               | 7        | 4              |
| Serbia      | Jelena Janković     | 8        | 5              |
| Bielorussia | Viktoryja Azaranka  | 9        | 6              |
| Polonia     | Agnieszka Radwańska | 10       | 7              |
| Israele     | Shahar Peer         | 11       | 8              |

- Ranking al 14 febbraio 2011.

### Altre partecipanti
Giocatrici che hanno ricevuto una Wild card:
- Fatma Al-Nabhani
- Sania Mirza

Giocatrici passate dalle qualificazioni:

- Jarmila Groth
- Bojana Jovanovski
- Vera Duševina
- Peng Shuai

Lucky Loser:
- Timea Bacsinszky
- Klára Zakopalová

## Campionesse

### Singolare
Vera Zvonarëva hanno battuto in finale  Caroline Wozniacki con il punteggio di 6–4, 6–4
- È il 1º titolo dell'anno per Vera Zvonareva, l'11° della sua carriera e il 1º torneo della categoria Premier.

### Doppio
Květa Peschke /  Katarina Srebotnik hanno battuto in finale  Liezel Huber /  Nadia Petrova con il punteggio di 7–5, 6(2)–7, [10–8]